# Acide glucuronique
L'acide glucuronique est un acide uronique formé à partir du glucose oxydé sur son carbone numéro 6.
Il entre dans la composition de glycosaminoglycanes tels l'héparine, l'acide hyaluronique...
L'acide glucuronique est présent dans l'acide glycyrrhizique sous forme de dimère attaché à un terpène.
L'acide gluconique sert également à la conjugaison de la bilirubine dans les hépatocytes, ce qui la rend hydrosoluble et permet son élimination dans la bile.